# زمین‌عکاسی

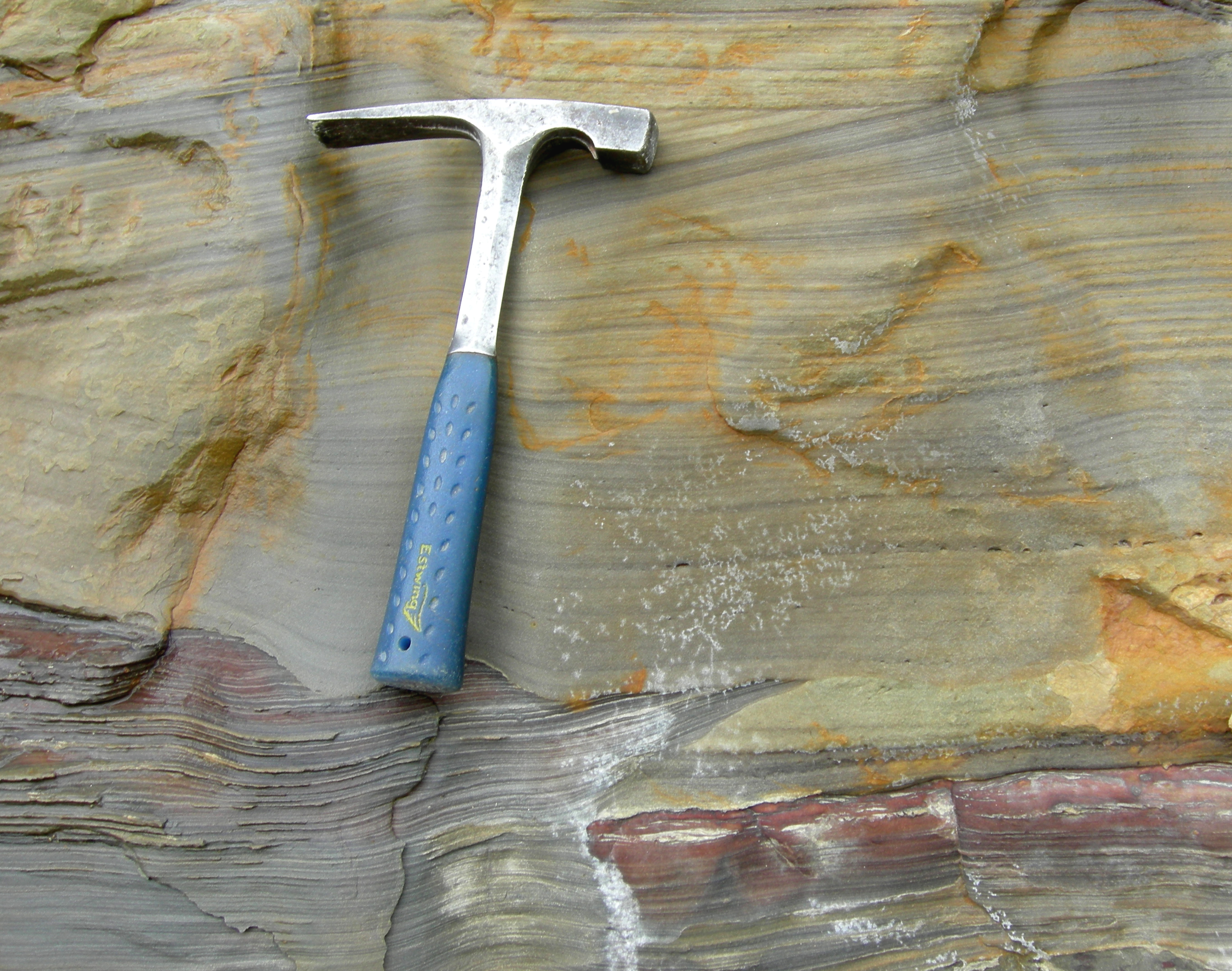
عکس میدانی از بستر و آب‌شستگی در سازند لوگان (می‌سی‌سی‌پی) شهرستان جکسون، اوهایو

زمین‌عکاسی یا ژئوفتوگرافی (Geophotography) که عکاسی زمین‌شناسی نیز نامیده می‌شود، زیرشاخه‌ای از زمین‌شناسی است که شامل استفاده از عکاسی یا سایر تکنیک‌های تصویربرداری در طیف مرئی یا بازه‌های دیگر طیف الکترومغناطیس مانند طیف‌های فرابنفش یا فروسرخ برای ثبت واقعی اشیاء، ویژگی‌ها و فرایندهای با اهمیت زمین‌شناسی است. در نهایت زمین‌عکاسی با یک درک یا سؤال علمی انگیزه می‌گیرد و در خدمت انجام یک موضوع خاص، هدف مفید در درک بیشتر جنبه زمین‌شناسی اهدافی است که به آن می‌پردازد. با این حال، در زمین‌عکاسی، برخورد و تلفیقی از عکاسی مستند تا سبک‌های هنری‌تر عکاسی نیز رخ می‌دهد. از آنجایی که زمین‌شناسی به‌طور کلی مطالعه زمین است و اغلب مستلزم مطالعه ویژگی‌های بزرگ‌مقیاس مانند کوه و رشته‌کوه است، بین زمین‌عکاسی و عکاسی منظره هم‌پوشانی قابل توجهی وجود دارد.

## عکس‌زمین‌شناسی
عکس‌زمین‌شناسی یا فتوژئولوژی (photogeology) به فرایندی گفته می‌شود که طی آن عکس‌هایی که توسط هواپیما برداشته شده برای تعیین نوع سنگ‌ها، جهت و امتداد آن‌ها، ساختمان لایه‌های مختلف زمین و دیگر اطلاعات زمین‌شناسی مورد استفاده قرار می‌گیرند.